# Elezioni primarie del Partito Democratico del 1984 (Stati Uniti d'America)
Dal 20 febbraio al 12 giugno 1984, si svolsero le Elezioni primarie del Partito Democratico in cui si scelse il candidato democratico alla presidenza nelle Elezioni presidenziali negli Stati Uniti d'America del 1984. L'ex presidente Walter Mondale fu selezionato come candidato attraverso una serie di elezioni primarie e caucus che terminarono nella Convention nazionale democratica del 1984 tenutasi dal 16 al 19 luglio 1984 a San Francisco, California, dove fu nominato come compagno di corsa la rappresentante di New York Geraldine Ferraro

## Panoramica delle Primarie
Le primarie democratiche del 1984 si svolsero in un clima di incertezza e disordine all'interno del partito, era dal 1964 che i democratici non riuscivano ad arrivare alla presidenza e l'unico spiraglio di luce della presidenza Carter fu soffocato dalla vittoria schiacciante di Ronald Reagan, presidente in carica le cui politiche erano molto popolari negli stati uniti
Ted Kennedy, uno dei candidati più quotati, annunciò nel dicembre 1982 che non avrebbe corso per la nomination presidenziale.
A quel punto il frontrunner divenne l'ex Vicepresidente Walter Mondale rimasto ancora popolare ma soprattutto era supportato dalle alte figure del partito.
Si proposero come suoi principali rivali il giovane senatore del Colorado Gary Hart e l'attivista per i diritti dei neri Jesse Jackson, oltre al Senatore dell'Ohio John Glenn, il Senatore del Dakota del Sud nonché figura di spicco del partito George McGovern, il Governatore della Florida Reubin Askew, il Senatore della California Alan Cranston e il Senatore della Carolina del Sud Fritz Hollings.
Il senatore del Colorado Gary Hart era poco conosciuto quando annunciò la sua candidatura nel febbraio 1983. Per recuperare, iniziò a fare campagna elettorale in New Hampshire già nel settembre 1983, attirando così l'attenzione nazionale. Alla fine del 1983 era riuscito a diventare il principale competitore di Mondale a scapito di candidati come Cranston e Glenn.
Hart giudico pesantemente Mondale, si propose come un candidato più giovane, innovativo e moderato, capace di attrarre i giovani elettori. Riuscì a vincere in stati come Ohio e California, ma non riuscì a superare il vantaggio finanziario e organizzativo di Mondale, supportato dal Partito.
Hart commise anche gravi errori durante la campagna che causarono la sua scesa nei sondaggi e la vittoria di Mondale
Jesse Jackson guadagnò popolarità nel gennaio 1984, quando guidò una delegazione in Siria ma commise diversi scivoloni facendo commenti razzisti sulla comunità ebraica.
Quindi Mondale riuscì infine ad ottenere la nomination come candidato democratico, la disparita economica e organizzativa oltre al supporto del Partito favorirono eccessivamente Mondale che riuscì a sconfiggere tutti i suoi avversari.

## Primarie e Caucus
L'inizio delle primarie si svolge tradizionalmente con i caucus in Iowa che si svolsero il 20 febbraio 1984
Walter Mondale vinse quasi tutti i caucus e ha ricevette la maggioranza dei delegati, Gary Hart si piazzò al secondo posto e John Glenn, che sperava di ottenere una buona posizione cadde al sesto posto.

Immagine dei caucus in Iowa del 1984Hart è in arancione, Mondale è in verde

Tuttavia Hart non fu visto come il principale competitore di Mondale che divenne poi infatti nei sondaggi nazionali sfiorava solamente il 10% mentre Glenn arrivava al 30%.
La sua posizione migliorò ancora quando vinse le primarie in New Hampshire sconfiggendo Mondale e declassando gli altri candidati. Infatti Reubin Askew, Alan Cranston e Fritz Hollings dopo il pesante fallimento delle loro campagne in New Hampshire si ritirarono e Hart adottò i loro delegati rafforzando la sua posizione.

Immagine delle primarie democratiche in New Hampshire del 1984 Hart è in arancione, Mondale è in verde

Nel Super Tuesday si svolsero le elezioni in Alabama, in Florida, in Georgia, in Massachusetts, in Rhode Island e in Illinois, queste assegnarono quasi lo stesso numero di candidati a Hart e a Mondale e un piccolo numero a Jackson.
Nel secondo Super Tuesday si svolsero le elezioni in Indiana, in Maryland, in Carolina del Nord e in Ohio. Queste invece rafforzarono la posizione di Mondale a tal punto che Hart per vincere le primarie solo ottenendo quasi tutti i delegati rimanenti.
Nel terzo Super Tuesday si svolsero le elezioni in Dakota del Sud, in Nuovo Messico, in Virginia Occidentale ma soprattutto California e New Jersey che assegnarono la maggior prte dei delegati a Hart ma Mondale ne ricevette abbastanza per raggiungere la nomination anche a causa di uno scivolone di Hart sul New Jersey e del sostegno del governatore McGovern e dei suoi delegati verso Mondale.
Hart sfidò l'establishment che imponeva Mondale come candidato nominato. Gli altri candidati come Reubin Askew, Alan Cranston, Fritz Hollings e George McGovern si ritirarono quasi immediatamente visto i fallimenti in tutte le primarie in cui si presentarono. John Glenn invece ispirato dai sondaggi che inizialmente lo favorirono continuò la campagna ma si ritirò dopo il fallimento delle primarie in Massachusetts e Rhode Island, mentre Jesse Jackson nonostante gli ottimi risultati non ebbe mai la possibilità di ottenere la nomination.
A causa di ciò Mondale venne nominato candidato democratico e alla DNC raccolse il sostegno di quasi tutti i superdelegati.

## Candidati

### Candidato vincitore[13]
| Candidato | Posizione precedente                | Stato di origine | Immagine della campagna | Voto popolare     | Compagno di corsa |
| --------- | ----------------------------------- | ---------------- | ----------------------- | ----------------- | ----------------- |
|           | ex Vicepresidente degli Stati Uniti | Minnesota        |                         | 6.952.912 (38.3%) | Geraldine Ferraro |

#### Candidati eliminati durante la convention
| Candidato | Posizione precedente           | Stato di origine | Immagine della campagna | Voto popolare     |
| --------- | ------------------------------ | ---------------- | ----------------------- | ----------------- |
|           | Senatore del Colorado          | Colorado         |                         | 6.504.842 (35.9%) |
|           | Attivista per i diritti civili | Carolina del Sud |                         | 3.282.431 (18.1%) |

##### Candidati ritiratisi durante le primarie
| Candidato | Posizione precedente        | Stato di origine | Immagine della campagna | Voto popolare   |
| --------- | --------------------------- | ---------------- | ----------------------- | --------------- |
|           | Senatore dell'Ohio          | Ohio             |                         | 617.909 (3,41%) |
|           | Senatore del Dakota del Sud | Dakota del Sud   |                         | 334.801 (1,85%) |
|           | Governatore della Florida   | Florida          |                         | 52.759 (0,29%)  |
|           | Senatore della California   | California       |                         | 51.437 (0,28%)  |
|           | Governatore della Virginia  | Virginia         |                         | 33.684 (0,19%)  |

###### Candidati minori
| Candidato | Posizione precedente                | Stato di origine |
| --------- | ----------------------------------- | ---------------- |
|           | Fondatore del Movimento LaRouche    | New Hampshire    |
|           | Governatore della Florida           | Florida          |
|           | Rappresentante statale dell'Alabama | Alabama          |

###### Candidati che hanno rifiutato la candidatura
| Candidato               | Data di rifiuto |
| ----------------------- | --------------- |
| George Wallace          | 22 maggio 1982  |
| Jimmy Carter            | 25 ottobre 1982 |
| Ted Kennedy             | 1 dicembre 1982 |
| Daniel Patrick Moynihan | 3 dicembre 1982 |
| Lloyd Bentsen           | 4 dicembre 1982 |
| Bill Bradley            | 11 gennaio 1983 |
| Mo Udall                | 9 febbraio 1983 |
| Dale Bumpers            | 5 aprile 1983   |
| Jerry Brown             | 20 aprile 1983  |

## Endorsement[29]
Walter Mondale
- Jimmy Carter[30]
- Dean Rusk
- Lloyd Bentsen
- Alan J. Dixon
- Frank Lautenberg
- Carl Levin
- George J. Mitchell
- Daniel Patrick Moynihan
- George McGovern[31]
- Glenn M. Anderson
- Michael D. Barnes
- Jack Brooks
- George Crockett Jr.
- Norm Dicks
- John Dingell
- Joseph D. Early
- Don Edwards
- Tom Foley
- William D. Ford
- Barney Frank
- Robert García
- Sam Gejdenson
- Frank J. Guarini
- Tony P. Hall
- Tom Harkin
- Cecil Heftel
- Dennis Hertel
- Steny Hoyer
- Abraham Kazen
- Mickey Leland
- Richard H. Lehman
- Sander Levin
- Mike Lowry
- Barbara B. Kennelly
- Dale Kildee
- Ed Markey
- Bob Matsui
- Barbara Mikulski
- George Miller
- Parren Mitchell
- Joe Moakley
- Jim Oberstar
- Dave Obey
- Leon Panetta
- Tim Penny
- Charles B. Rangel
- Dan Rostenkowski
- Marty Russo
- Martin Olav Sabo
- Pete Stark
- J. Bob Traxler
- Bruce Vento
- Howard Wolpe
- Jim Wright
- David R. Bowen
- Toney Anaya
- Cecil Andrus
- James J. Blanchard
- Joseph E. Brennan
- Mario Cuomo
- Michael Dukakis
- Tony Earl
- J. Joseph Garrahy
- Edgar Herschler
- Harry Hughes
- Scott M. Matheson
- William A. O'Neill
- Rudy Perpich
- Jay Rockefeller
- Bill Sheffield
- George Wallace
- Mark White
- Tom Bradley
- Coleman Young
- Edward Campbell
- Alan King
- Coretta Scott King
- Martin Luther King Sr.
- Paul Newman
- Joanne Woodward

### Gary hart
- Chris Dodd
- Fritz Hollings
- Andrew Jacobs Jr
- Martin Frost
- Patricia Schroeder
- Tim Wirth
- Bob Kerrey
- Richard Lamm
- Shirley Schommer
- Warren Beatty
- Don Henley
- Carole King
- John Forsythe
- Mary Tyler Moore
- Donna Mills
- Jack Nicholson
- Robin Williams
- John B. Emerson

### Jesse Jackson
- John Conyers
- Ron Dellums
- Walter E. Fauntroy
- Katie Hall
- Louis Stokes
- Orval E. Faubus
- Muhammad Ali
- Harry Belafonte
- Barry Commoner
- Bill Cosby
- Roberta Flack
- Aretha Franklin
- Dick Gregory
- Tramaine Hawkins
- Jayne Kennedy
- Stevie Wonder

### John Glenn
- Sam Nunn
- Jim Sasser
- Paul Tsongas
- Michael A. Andrews
- Charles Robin Britt
- Lindsay Thomas
- John W. Carlin
- Dick Celeste
- Chuck Robb
- Lee Campbell
- Woody Woodbury

### George McGovern
- James Abourezk
- Arlo Guthrie

### Reubin Askew
- Lawton Chiles
- Charles E. Bennett
- Earl Hutto
- Bill Chappell
- Dante Fascell
- Don Fuqua
- Sam Gibbons
- Bob Graham

### Ernest Hollings
- Butler Derrick
- John Spratt
- Robin Tallon
- Richard Riley
- Ruth Warrick

### Alan Cranston
- Glenn M. Anderson
- Howard Berman
- Don Edwards
- Matthew G. Martínez
- Esteban Torres
- Henry Waxman
- Margie Adam
- Ed Asner
- Ed Begley Jr.
- Lloyd Bridges
- Cesar Chavez
- Jane Fonda
- Louis Gossett Jr.
- Jason Robards
- Martin Sheen

## Risultati
| Data | N. Totale di Delegati | Competizioni                          | Walter Mondale       | Gary Hart           | Jesse Jackson       | John Glenn         |
| ---- | --------------------- | ------------------------------------- | -------------------- | ------------------- | ------------------- | ------------------ |
| 20/2 | 0                     | Caucus dell'Iowa                      | 48,9%                | 16.5%               | 1.5%                | 3.5%               |
| 28/2 | 12                    | Primarie del New Hampshire            | 6 28,173 (27.88%)    | 6 37,702 (37.31%)   | 5,311 (5.26%)       | 12,088 (11.96%)    |
| 4/3  | 0                     | Caucus del Maine                      | 7,364 (43.73%)       | 8,540 (50.71%)      | 105 (0.62%)         | 52 (0.31%)         |
| 6/3  | 0                     | Primarie del Vermont                  | 14,985 (20.25%)      | 51,873 (70.08%)     | 5,761 (7.78%)       | 0                  |
| 10/3 | 12                    | Caucus del Wyoming                    | 4 1,266 (35.84%)     | 8 2,153 (60.96%)    | 15 (0.42%)          | 3 (0.08%)          |
| 13/3 | 52                    | Primarie dell'Alabama                 | 23 116,920 (27.30%)  | 11 88,465 (20.66%)  | 9 83,787 (19.56%)   | 9 89,286 (20.85%)  |
| 13/3 | 123                   | Primarie della Florida                | 57 394,350 (35.66%)  | 36 463,799 (41.94%) | 0 144,263 (13.05%)  | 0 128,209 (11.59%) |
| 13/3 | 84                    | Primarie della Georgia                | 24 208,588 (30.47%)  | 28 186,903 (27.30%) | 17 143,730 (21.00%) | 1 122,744 (17.93%) |
| 13/3 | 0                     | Caucus delle Hawaii                   | 911 (32.3%)          | 0                   | 118 (4.2%)          |                    |
| 13/3 | 106                   | Primarie del Massachussetts           | 41 160,893 (25.14%)  | 52 245,943 (38.43%) | 31,824 (4.97%)      | 45,456 (7.10%)     |
| 13/3 | 0                     | Caucus del Nevada                     | (37.7%)              | (52.3%)             | (0.6%)              | (2%)               |
| 13/3 | 0                     | Caucus dell'Oklahoma                  | (39.7%)              | (41.4%)             | (3.8%)              | (5.0%)             |
| 13/3 | 22                    | Primarie di Rhode Island              | 10 15,338 (34.46%)   | 12 20,011 (44.96%)  | 3,875 (8.71%)       | 2,249 (5.05%)      |
| 13/3 | 66                    | Caucus di Washington                  | 31                   | 34                  | 1                   | -                  |
| 14/3 | 18                    | Caucus del Delaware                   | 13                   | 5                   | 0                   | -                  |
| 14/3 | 12                    | Caucus del Dakota del Nord            | 8                    | 4                   | 0                   | -                  |
| 17/3 | 42                    | Caucus dell'Arkansas                  | 24                   | 9                   | 7                   | -                  |
| 17/3 | 5                     | Caucus dei latinoamericani            | 1                    | 9                   | 7                   | -                  |
| 17/3 | 155                   | Caucus del Michigan                   | 95                   | 49                  | 9                   | -                  |
| 17/3 | 43                    | Caucus del Missisippi                 | 23                   | 4                   | 12                  | -                  |
| 17/3 | 43                    | Caucus della Carolina del Sud         | 15                   | 7                   | 16                  | -                  |
| 18/3 | 53                    | Caucus di Porto Rico                  | 53                   | 0                   | 0                   | -                  |
| 20/3 | 194                   | Primarie dell'Illinois                | 114 670.951 (40,43%) | 42 584.579 (35,23%) | 6 348.843 (21,02%)  | 0 19.800 (1,19%)   |
| 20/3 | 78                    | Caucus del Minnesota                  | 51                   | 3                   | 2                   | -                  |
| 24/3 | 44                    | Caucus del Kansas                     | 24                   | 16                  | o                   | -                  |
| 24/3 | 78                    | Caucus della Virginia                 | 31                   | 13                  | 22                  | -                  |
| 25/3 | 20                    | Caucus del Montana                    | 3                    | 13                  | o                   | -                  |
| 27/3 | 60                    | Primarie del Connecticut              | 23 64.230 (29,1%)    | 36 116.286 (52,7%)  | 1 26.395 (12,0%)    | 0 955 (0,4%)       |
| 31/3 | 0                     | Convention di contea dell'Oklahoma    | (41.1%)              | (50.8%)             | (1.3%)              | -                  |
| 3/4  | 0                     | Primarie del Wisconsin                | 261,374 (41.11%)     | 282,435 (44.42%)    | 62,524 (9.83%)      | 6,398 (1.01%)      |
| 3/4  | 285                   | Primarie di New York                  | 155 621.581 (45,18%) | 77 380.564 (27,66%) | 51 357.705 (26%)    | 0 15.941 (1,16%)   |
| 7/4  | 69                    | Caucus della Luisisana                | 16                   | 21                  | 24                  | 0                  |
| 7/4  | 0                     | Caucus del Wisconsin                  | 1,419                | 952                 | 86                  | 0                  |
| 7/4  | 0                     | Convention di Contea dell'Iowa        | 1,654                | 949                 | 36                  | 0                  |
| 10/4 | 117                   | Primarie della Pennsylvania           | 81                   | 14                  | 16                  | 1                  |
| 14/4 | 40                    | Caucus dell'Arizona                   | 19                   | 19                  | 1                   | -                  |
| 14/4 | 29                    | Convention di distretto dell'Oklahoma | 13                   | 16                  | 0                   | -                  |
| 15/4 | 8                     | Convention del New Hampshire          | 3                    | 3                   | 0                   | -                  |
| 16/4 | 24                    | Caucus dello Utah                     | 4                    | 14                  | 0                   | -                  |
| 17/4 | 83                    | Caucus del Missiuri                   | 53                   | 9                   | 15                  | -                  |
| 24/4 | 0                     | Caucus del Vermont                    | 431                  | 691                 | 215                 | -                  |
| 24/4 | 7                     | Caucus di Guam                        | 6.25                 | 0.75                | 0                   | -                  |
| 1/5  | 16                    | Primarie di Washington D.C.           | 4                    | 0                   | 12                  | -                  |
| 1/5  | 76                    | Primarie del Tennesee                 | 35                   | 21                  | 15                  | -                  |
| 5/5  | 34                    | Convention di distretto dell'Iowa     | 20                   | 13                  | 0                   | 0                  |
| 5/5  | 186                   | Caucus del Texas                      | 100                  | 38                  | 30                  | -                  |
| 5/5  | 53                    | Caucus dei distretti del Wisconsin    | 31                   | 17                  | 5                   | 0                  |
| 6/5  | 27                    | Convention del Maine                  | 12                   | 13                  | -                   | -                  |
| 6/5  | 18                    | Convention statale dell'Oklahoma      | 6                    | 12                  | -                   | -                  |
| 6/5  | 17                    | Convention del Nevada                 | 6                    | 11                  | -                   | -                  |
| 7/5  | 48                    | Caucus del Colorado                   | 0                    | 45                  | -                   | -                  |
| 8/5  | 80                    | Primarie dell'Indiana                 | 31                   | 38                  | 7                   | 0                  |
| 8/5  | 70                    | Primarie del Maryland                 | 47 215,222           | 3 123,365           | 17 129,387          | 0 6,238            |
| 8/5  | 80                    | Primarie della Carolina del Nord      | 47                   | 18                  | 14                  | 0                  |
| 8/5  | 176                   | Primarie dell'Ohio                    | 80                   | 80                  | 10                  | -                  |
| 13/5 | 11                    | Convention dell'Alaska                | 6                    | 4                   | 1                   | -                  |
| 15/5 | 24                    | Primarie del Nebraska                 | 8                    | 16                  | -                   | -                  |
| 15/5 | 47                    | Primarie dell'Oregon                  | 18                   | 29                  | -                   | -                  |
| 19/5 | 6                     | Caucus delle Samoa Americane          | 6                    | 0                   | -                   | -                  |
| 22/5 | 20                    | Primarie dell'Idaho                   | 6                    | 11                  | -                   | -                  |
| 26/5 | 19                    | Convention delle Hawaii               | 6                    | 0                   | -                   | -                  |
| 26/5 | 17                    | Convention del Vermont                | 5                    | 8                   | 3                   | -                  |
| 26/5 | 18                    | Caucus del Wisconsin                  | 5                    | 2                   | 0                   | 0                  |
| 2/6  | 55                    | Convention della Pennsylvania         | 55                   | 0                   | 0                   | 0                  |
| 5/6  | 333                   | Primarie della California             | 91                   | 207                 | 30                  | -                  |
| 5/6  | 73                    | Primarie del New Jersey               | 68 305,516 (45.16%)  | 1 200,948 (29.70%)  | 4 159,788 (23.62%)  | -                  |
| 5/6  | 27                    | Primarie del Nuovo Messico            | 13                   | 14                  |                     | -                  |
| 5/6  | 15                    | Primarie del Dakota delSud            | 6 20,495 (38.99%)    | 9 26,641 (50.69%)   | 2,738 (5.21%)       | -                  |
| 5/6  | 35                    | Primarie della Virginia Occidentale   | 22 198,776 (51.91%)  | 13 137,866 (38.09%) | 24,697 (6.82%)      | -                  |
| 9/6  | 24                    | Convention dell'Iowa                  | 15                   | 7                   | 0                   | 0                  |
| 16/6 | 34                    | Convention del New Jersey             | 34                   | 0                   | 0                   | 0                  |

## Candidato alla vicepresidenza
Mondale ha scelto come sua compagna di corsa la deputata statunitense Geraldine A. Ferraro di New York ,diventando la prima donna nominata per tale incarico da un partito importante.

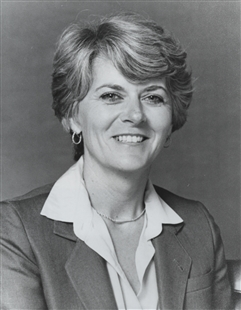
Geraldine Ferraro

La deputata di New York Geraldine A. Ferraro è stata nominata da Walter Mondale compagna di corsa alla Convention Democratica. Ferraro divenne così la prima donna a venire candidata a una posizione importante nel governo federale da uno dei principali partiti.
Altri possibili candidati erano:
- Il senatore Lloyd Bentsen
- Il senatore Dale Bumpers
- Il sindaco Henry Cisneros
- la governatrice Martha Layne Collins
- Il sindaco Dianne Feinstein
- Il governatore Bob Graham
- Il senatore Gary Hart (candidato alla nomination democratica)
- Il reverendo Jesse Jackson (candidato alla nomination democratica)
- Il sindaco Wilson Goode